# Lindqvists smedja
Lindqvists smedja är ett arbetslivsmuseum i Asmundtorp i Landskrona kommun.
Smedjan, med bostadshus och flera mindre byggnader, uppfördes 1910–1911 åt smålänningen Karl Adolf Lindqvist på en tomt som avstyckats från ett hemman i Norra Möinge. Lindqvist hade lärt yrket i Tirup och Billeberga och utbildat sig till hovslagare på Alnarp.
Han drev rörelsen till sin död 1955, varefter den drevs vidare av sterbhuset. Den yngste sonen, Frans Lindqvist, övertog smedjan från sterbhuset år 1962 och drev den till sin pensionering 1979.
Den välutrustade smedjan skänktes till Rönnebergs Härads Hembygdsförening år 1996 med förbehåll om att den skulle vara klar för visning inom två år. Cirka 1 000 föremål av olika slag ingick i gåvan.
Smedjan används av lokala hobbysmeder och är öppen för visning under sommaren.